# Catedral de Parma
La Catedral de Parma (Duomo) és un temple i seu episcopal de Parma, Emília-Romanya (Itàlia). És una important catedral romànica. La volta de la cúpula està decorada amb un fresc en trompe-l'oeil del pintor renaixentista Antonio da Correggio, que va ser molt influent en el seu temps.

## Història

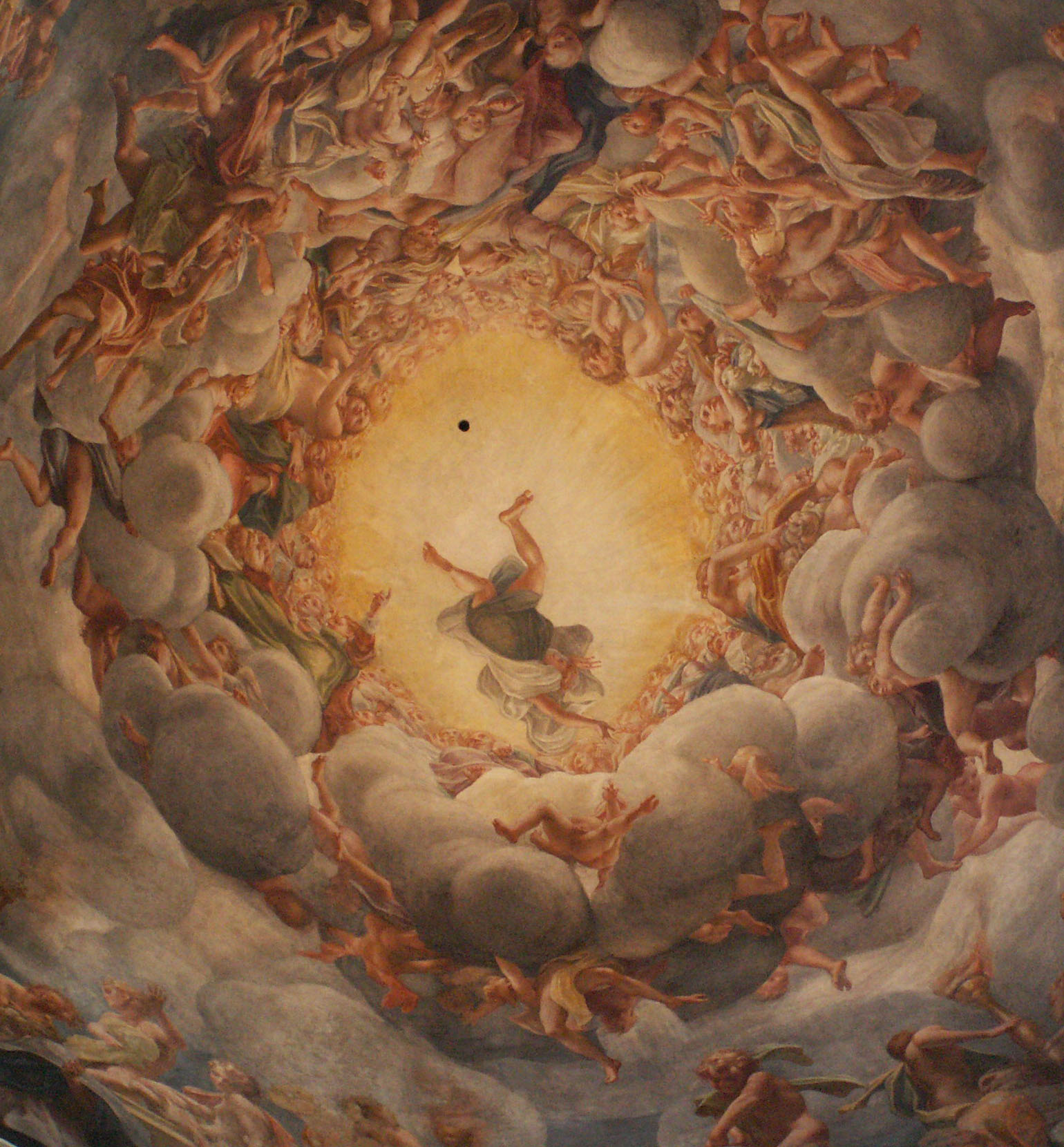
Volta al fresc en trompe-l'oeil amb el tema de l'Assumpció, per Antonio da Correggio.

L'any 1059 se'n va iniciar la construcció per part del bisbe Cadalo —qui després seria l'antipapa Honori II— i l'any 1116 va ser consagrada per Pasqual II. Probablement al seu lloc hi havia una basílica al Segle VI, que posteriorment havia estat abandonada i en una part del seu solar havia estat construïda altra església que va ser consagrada al Segle IX pel comte-bisbe Guibodo.
La catedral va patir molts danys arran del terratrèmol del 1117 i va haver de ser restaurada. De l'edifici original queden parts que poden ser vists al presbiteri, al transsepte, al cor i a l'absis, així com alguns fragments d'escultures. L'ampla façana es va acabar l'any 1178: té tres nivells de loggette i tres portals, les portes dels quals van ser esculpides per Luchino Bianchino l'any 1494. Entre la porta central i l'esquerra es troba la tomba del matemàtic Biagio Pelacani, mort l'any 1416.
El campanar gòtic va ser afegit posteriorment, entre 1284 i 1294: inicialment es va projectar fer-ne un altre bessó a l'altra banda de la façana, però mai no va ser edificat. Al costat de la catedral es troba l'octogonal Baptisteri de Parma.

## Interior
L'interior té planta de creu llatina amb una nau i dos corredors dividits per pilastres. El presbiteri i el transsepte es troben elevats per deixar lloc a una cripta que es troba davall. El presbiteri va ser reformat l'any 2009 segons projecte de l'arquitecte català Jaume Bach i Núñez. La cripta sota el presbiteri conserva fragments d'antics mosaics que il·lustren la presència en aquest lloc d'un temple des dels segles iii o IV. Les capelles laterals van ser construïdes per albergar els sepulcres de nobles famílies parmesanes: dues d'elles, la Capella Valeri i la Capella del Commune, han mantingut la decoració original del segle xiv.
Cal destacar especialment els capitells, fins i tot els de l'exterior; molts d'ells amb rics motius decoratius amb fulles, figures mitològiques, escenes de guerra i escenes bíbliques i dels evangelis. Originalment aquests capitells eren policromats, segons revela un capitell que ha estat desproveït de la capa de pintura daurada del segle xvi.
A la banda dreta del transsepte es troba el Davallament de Benedetto Antelami (1178). Els frescos dels murs de la nau i l'absis van ser pintats per Lattanzio Gambara i Bernardino Gatti. Al llarg de la nau, en les llunetes que es troben damunt de les obertures hi ha frescos monocroms amb escenes de l'Antic Testament, així com de la Passió. Culminen en la volta de l'absis, pintada al fresc per Girolamo Mazzola Bedoli amb Crist, Maria, sants i àngels en la Glòria (1538-1544). Els frescos del segle xv s'han atribuït al taller de Bertolino de'Grossi. Els de la Capella del Comune, presumiblement de les mateixes mans, van ser pintats després de la pesta de 1410-11 i van ser dedicats a sant Sebastià. La cripta té un monument al sant Bernat Uberti, bisbe de Parma entre 1106 i 1133, patró de la diòcesi. El monument, va ser fet l'any 1544 per Prospero i Girolamo Clementi sobre un disseny de Bèdoli Mazzola.
La sagristia conté obres atribuïdes a Luchino Bianchini (1491). Hi ha quatre relleus de Benedetto Antelami, de l'any 1178. El portal també té dos talles de Luchino Bianchino. Dos grans lleons de marbre, esculpits l'any 1281 per Giambono da Bissone, suporten les columnes de l'arquivolta. La Capella Ravacaldi té frescos atribuïts al taller de Bertolino de’Grassi.
La principal obra d'art de la catedral és el fresc que adorna la volta de la cúpula: l'Assumpció de la Mare de Déu feta per Correggio entre 1526 i 1530.

## Galeria d'imatges

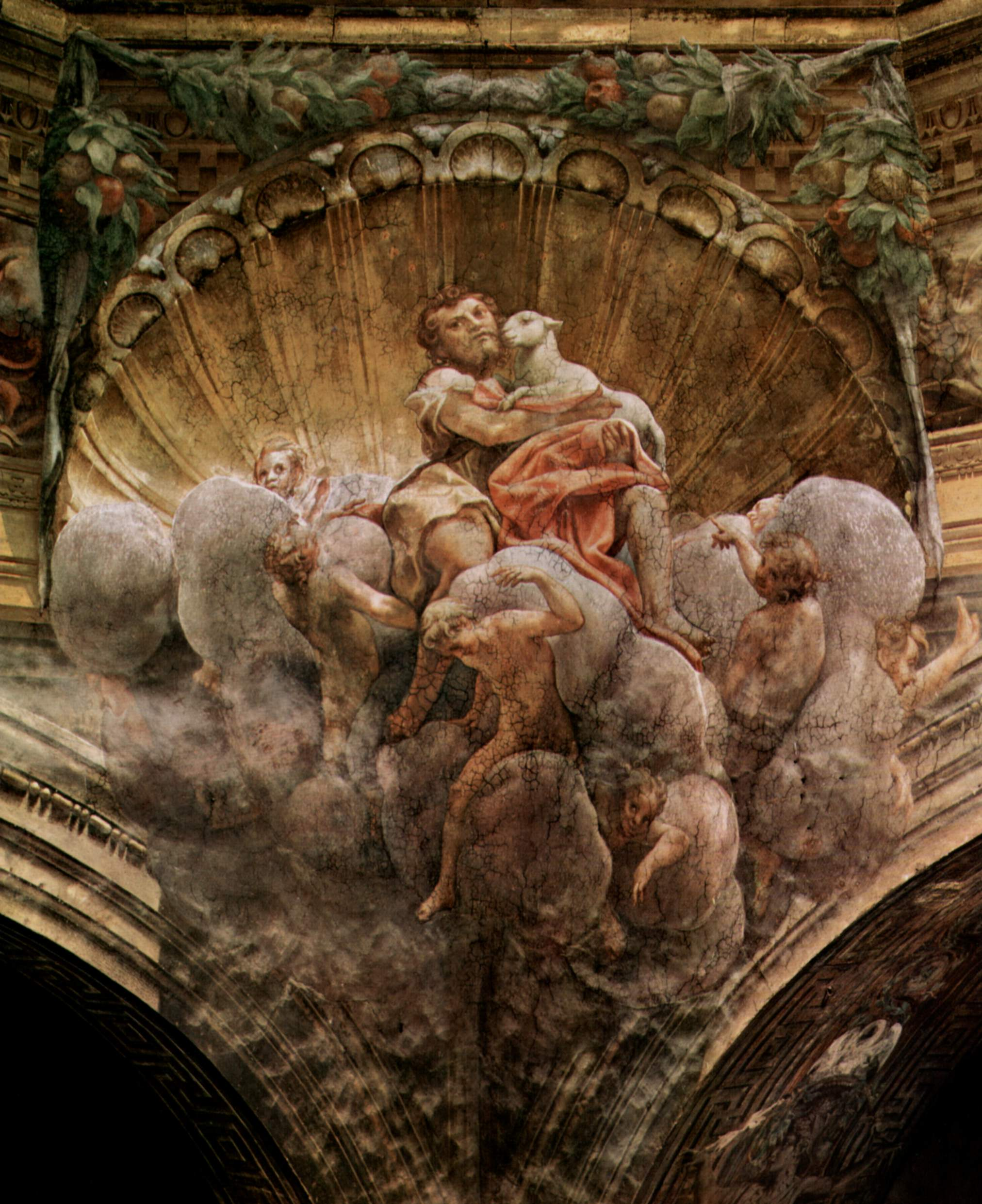
Detall de la cúpula: Sant Joan Baptista
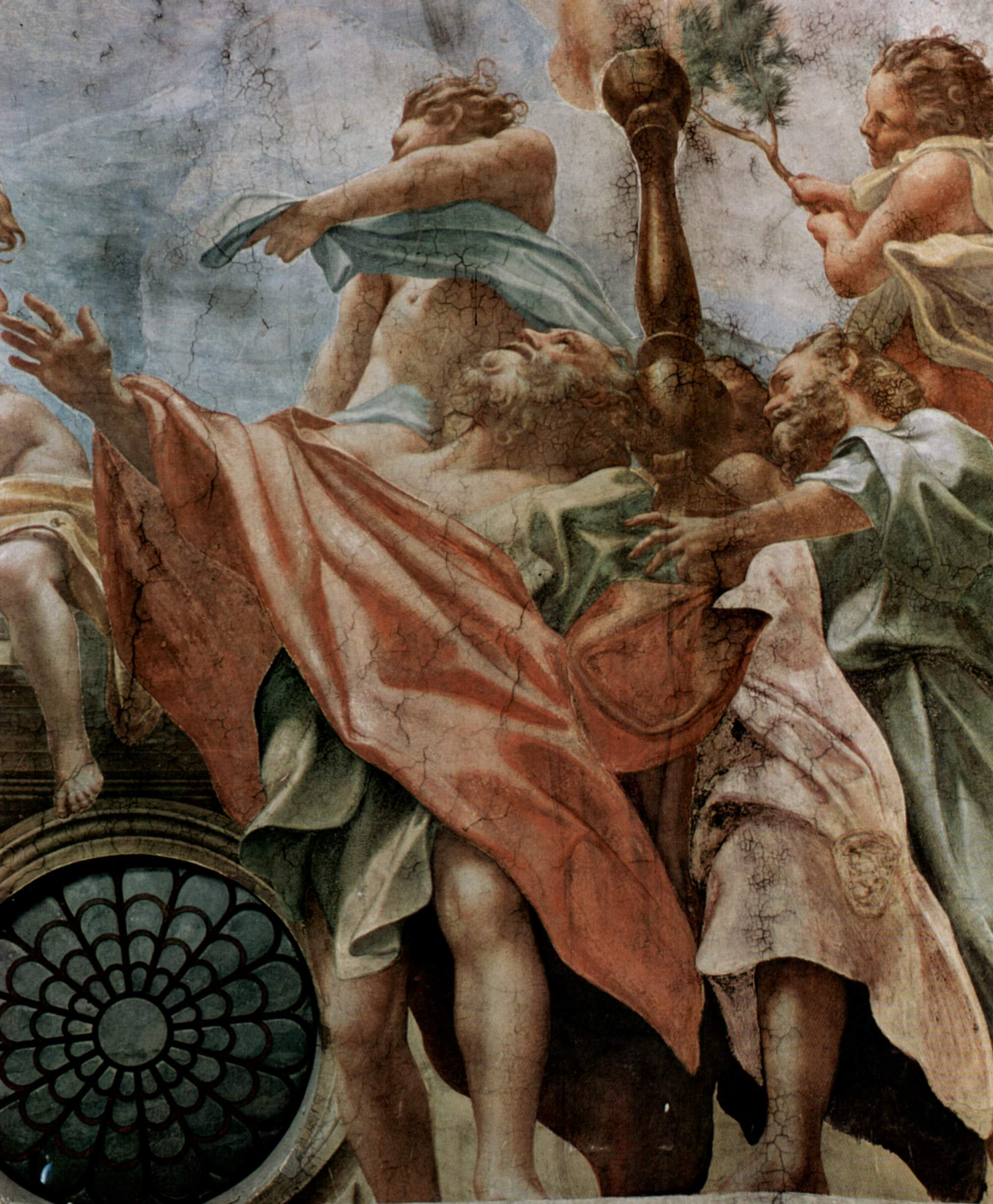
Detall de la cúpula: Apòstols i efebs
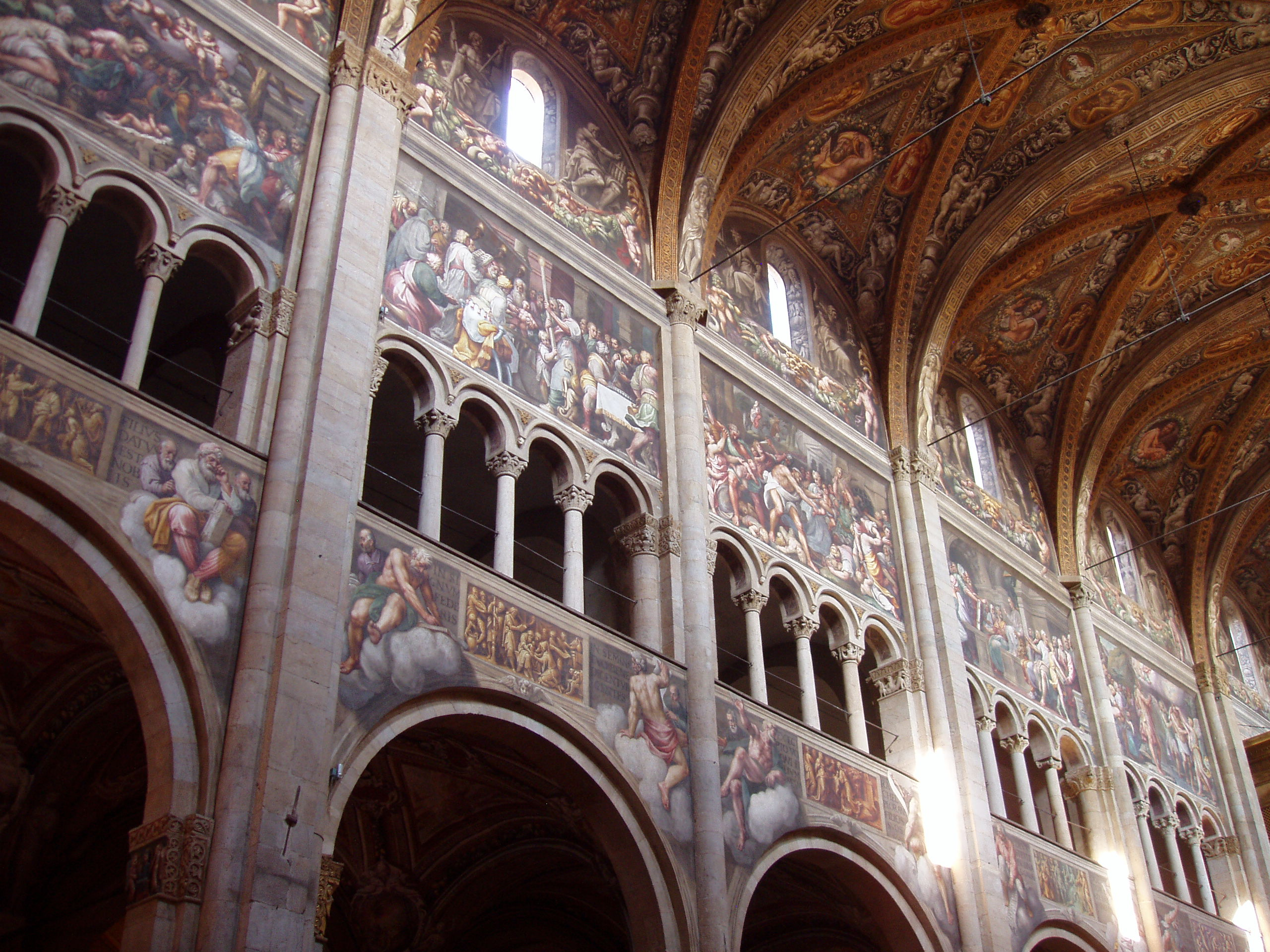
La nau central
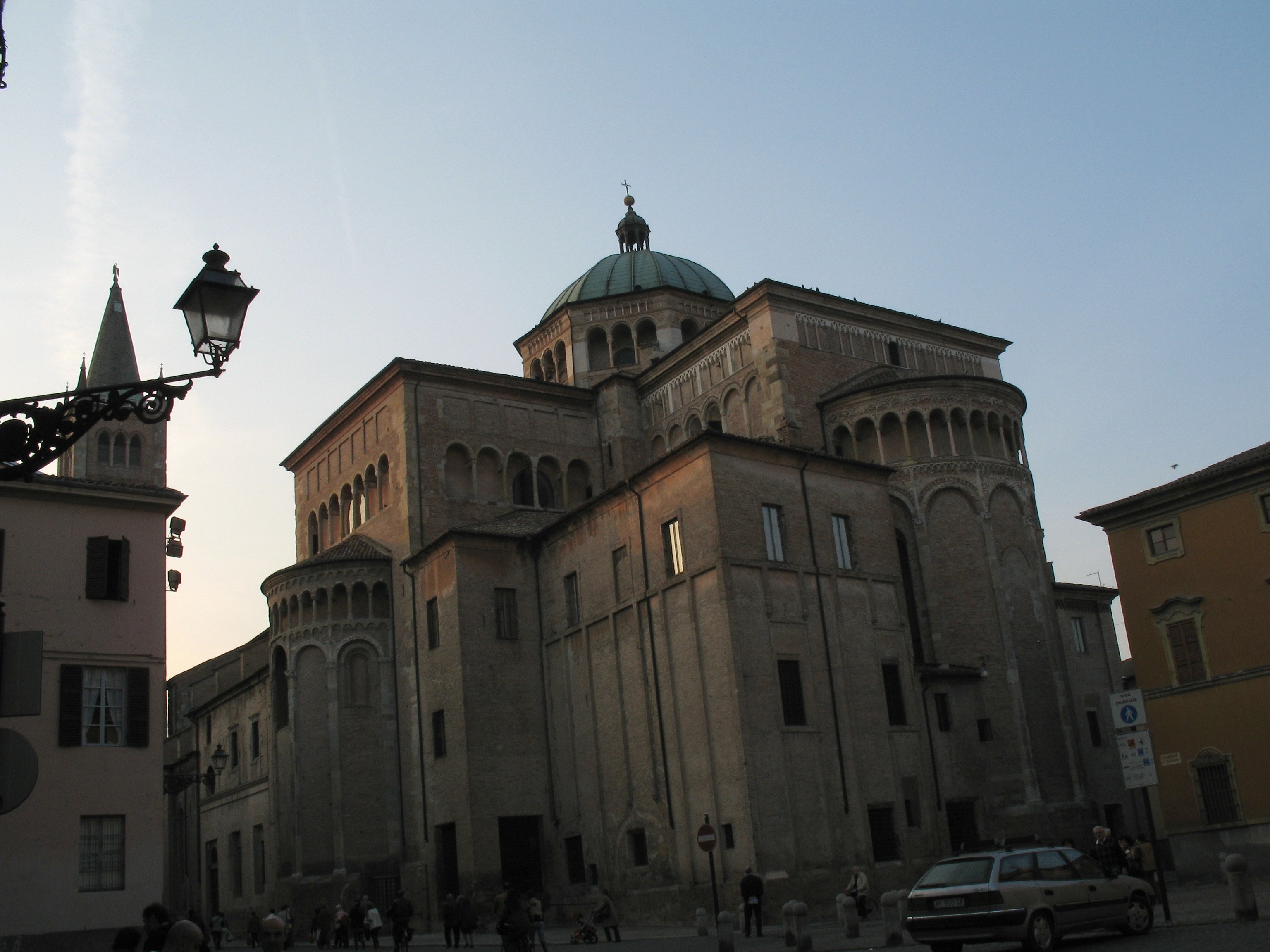
Vista per darrere
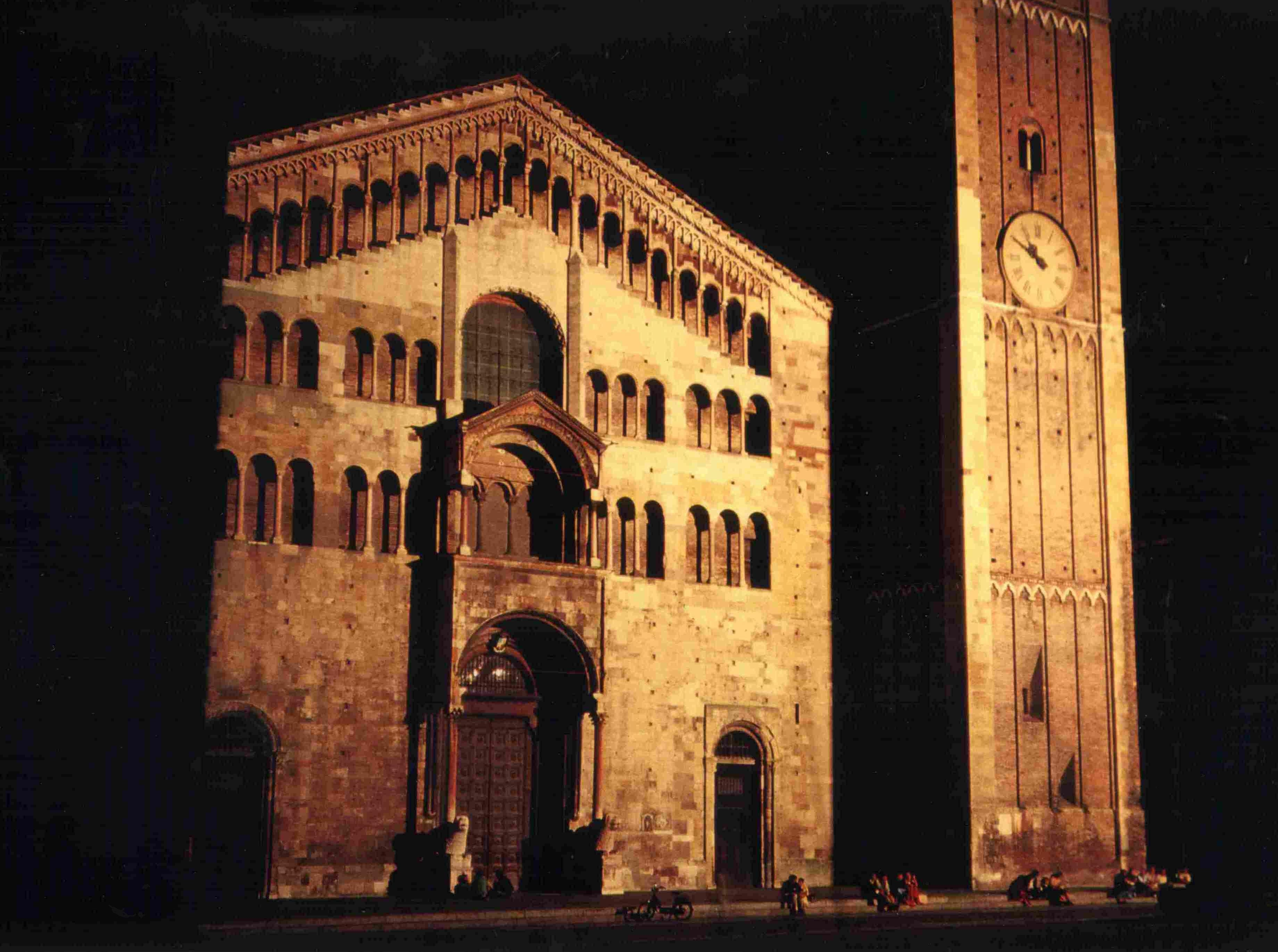
Vista nocturna
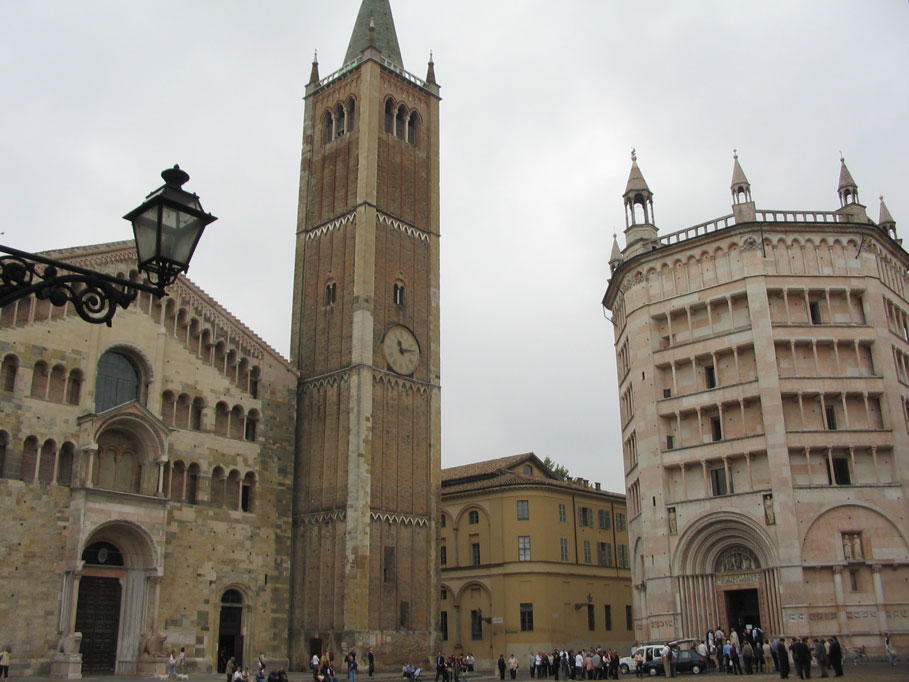
La façana, el campanar i el baptisteri